# 1839 en musique classique
| \| • Retour à la chronologie générale de la musique classique • \| |
| Grèce • Rome • Haut Moyen Âge • VIIIe siècle • IXe siècle • Xe siècle • XIe siècle XIIe siècle • XIIIe siècle • XIVe siècle • XVe siècle • XVIe siècle • XVIIe siècle XVIIIe siècle • XIXe siècle • XXe siècle • XXIe siècle |
| • Retour à la chronologie générale de la musique classique • |

| Années en musique classique : 1836 - 1837 - 1838 - 1839 - 1840 - 1841 - 1842    |
| Décennies en musique classique : 1800 - 1810 - 1820 - 1830 - 1840 - 1850 - 1860 |

Cet article présente les faits marquants de l'année 1839 en musique.

## Événements
- 1er janvier : création de Elena da Feltre (it) de Saverio Mercadante, à Naples
- 8 janvier  : La Romilda, opéra de Ferdinand Hiller, créé à la Scala de Milan.
- 16 février  : Le Quatuor op. 44 no 1 en ré majeur de Felix Mendelssohn, créé par le quatuor Ferdinand David.
- 6 août : Lucia di Lammermoor, opéra de Gaetano Donizetti, créé à Paris dans la version française.
- 17 novembre  : Oberto, premier opéra de Verdi est créé à Milan.
- 24 novembre : Roméo et Juliette, symphonie dramatique de Berlioz, créée à Paris.

Date indéterminée
- Le compositeur et pianiste Franz Liszt entame une tournée de concerts dans toute l'Europe.
- Ecriture et parution de Sonate pour piano no 2 de Frédéric Chopin à Nohant-Vic dans la maison de campagne de George Sand.

## Prix
- Charles Gounod remporte le Grand Prix de Rome.

## Naissances

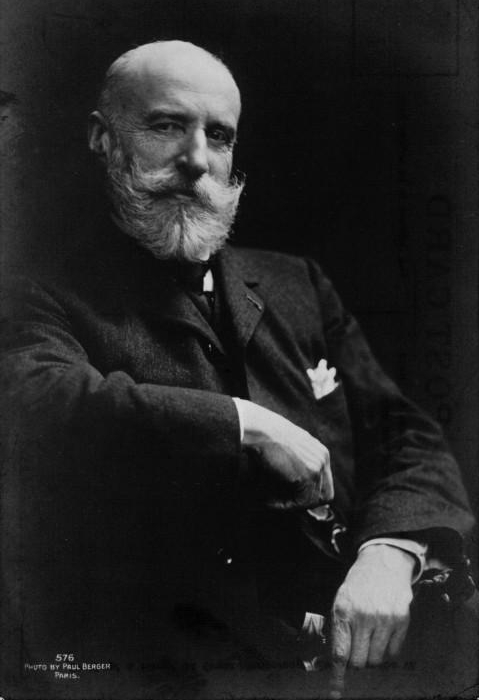
Francis Planté

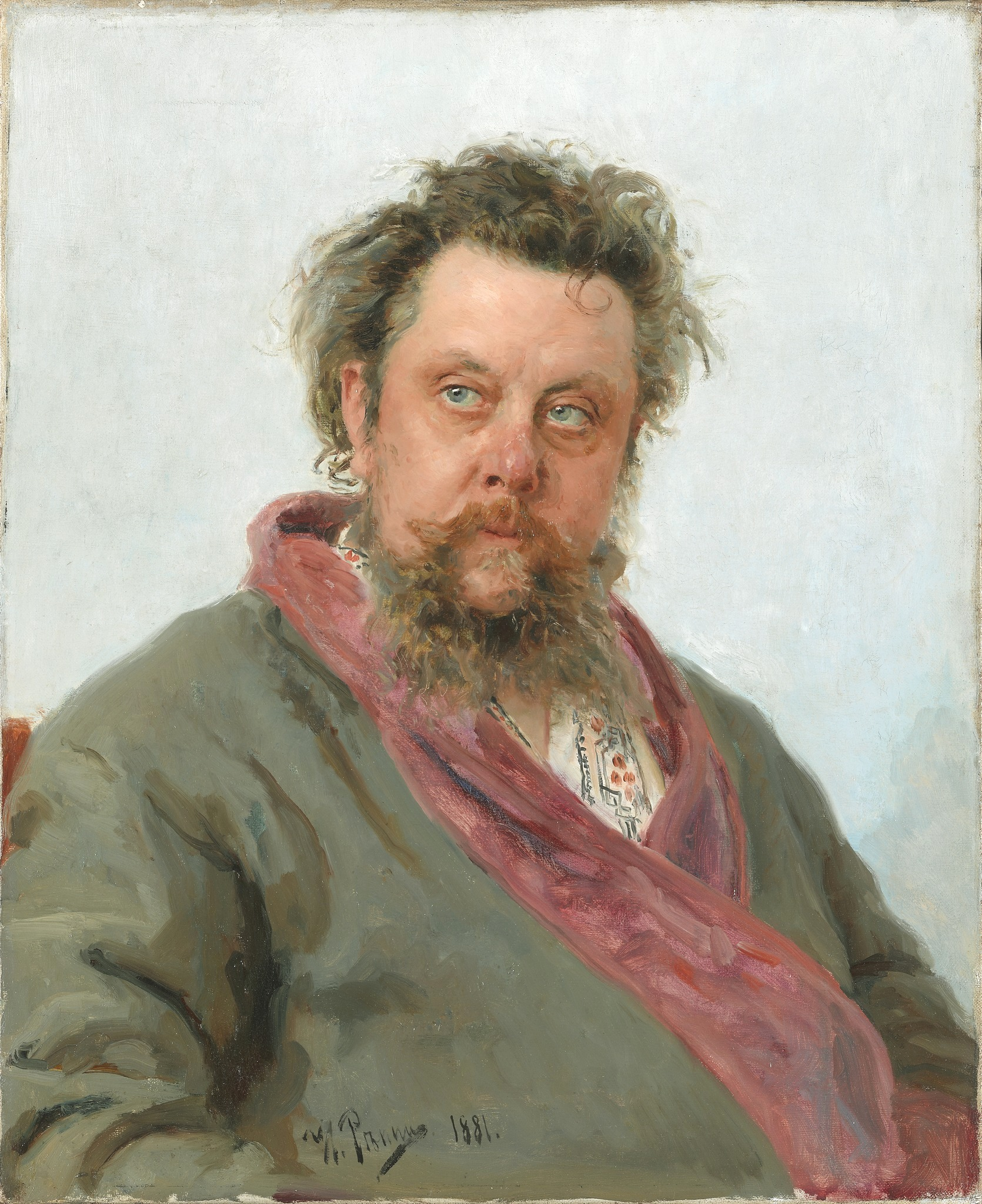
Modeste Moussorgski

- 9 janvier : John Knowles Paine, compositeur américain († 25 avril 1906).
- 29 janvier : Hippolyte Rabaud, violoncelliste et compositeur français († 20 avril 1900).
- 21 février : Eduard Rappoldi, violoniste et chef d'orchestre autrichien († 16 mai 1903).
- 27 février : Victor Capoul, ténor français († 18 février 1924).
- 1 mars : Laura Netzel, compositrice, pianiste, chef d'orchestre suédoise († 10 février 1927 (à 87 ans))
- 2 mars : Francis Planté, pianiste français († 19 décembre 1934).
- 9 mars : Alexandre Lapissida, ténor, régisseur, metteur en scène et directeur de théâtre français († 16 février 1907).
- 10 mars : Dudley Buck, compositeur, organiste et écrivain musical américain († 6 octobre 1909).
- 17 mars : Josef Rheinberger, compositeur et pédagogue allemand, originaire du Liechtenstein († 25 décembre 1901).
- 21 mars : Modeste Moussorgski, compositeur russe († 28 mars 1881).
- 30 mars : Ulysse Alexandre Toussaint, ténor d'opéra-comique français († 4 février 1919).
- 12 avril : Victorin de Joncières, compositeur et critique musical français († 26 octobre 1903).
- 18 avril : Frantz Jehin-Prume, violoniste et compositeur belge († 29 mai 1899).
- 23 avril : William Kipp Bassford, organiste, pianiste et compositeur américain († 22 décembre 1902).
- 10 mai : Amalie Joachim, contralto allemande († 3 février 1899).
- 14 juin : Barnolt, ténor français († 15 juin 1900).
- 24 juin : Giovanni Battista Lamperti, professeur de chant italien († 18 mars 1910).
- 30 juin : Wilhelm Goldner, compositeur et pianiste allemand († 9 février 1907).
- 17 juillet : Friedrich Gernsheim, chef d'orchestre, pianiste et compositeur allemand († 10 septembre 1916).
- 20 août : Carolina Ferni, violoniste et soprano italienne († 4 juin 1926).
- 24 août : Eduard Nápravník, chef d'orchestre tchèque († 23 novembre 1916).
- 7 novembre : Hermann Levi, chef d'orchestre allemand († 13 mai 1900).

## Décès

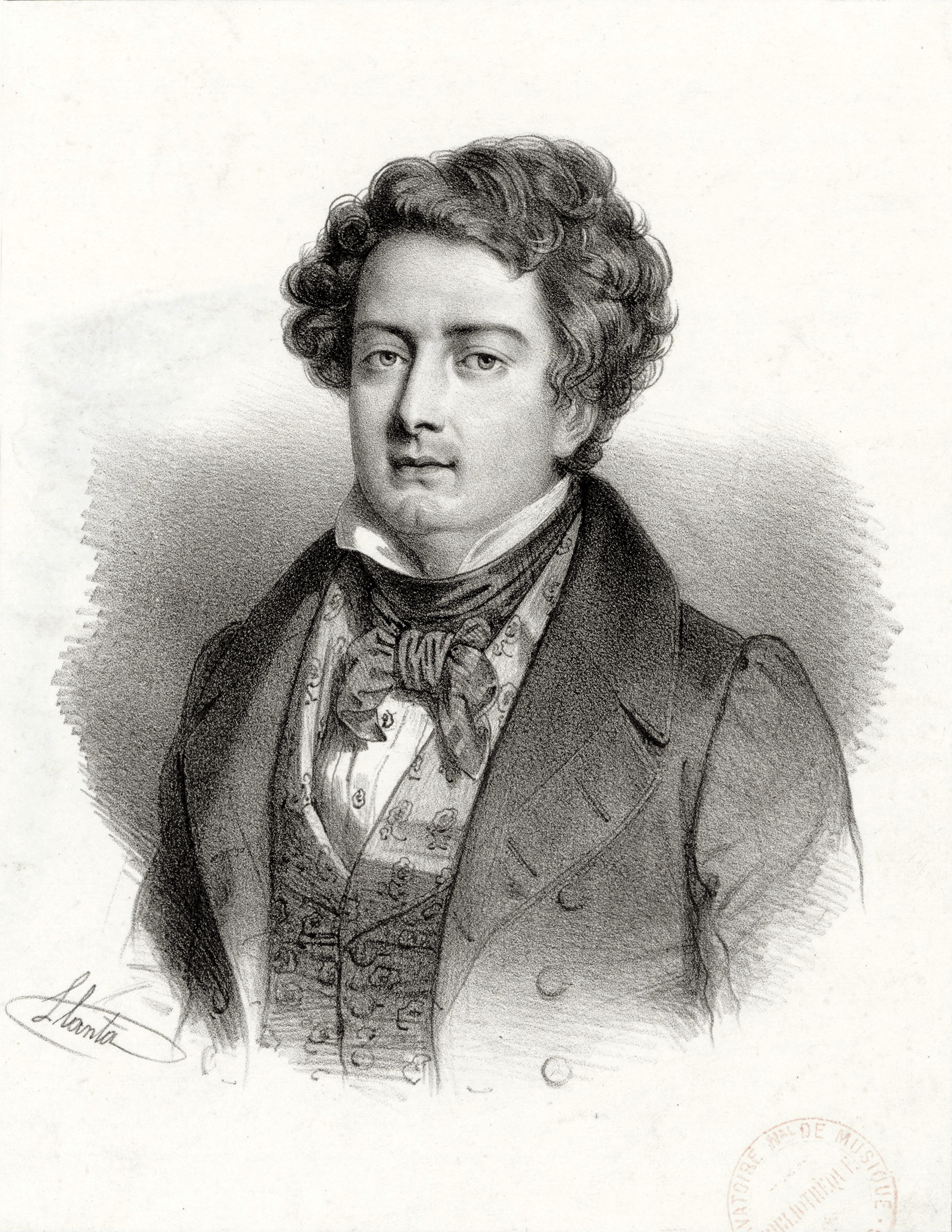
Adolphe Nourrit

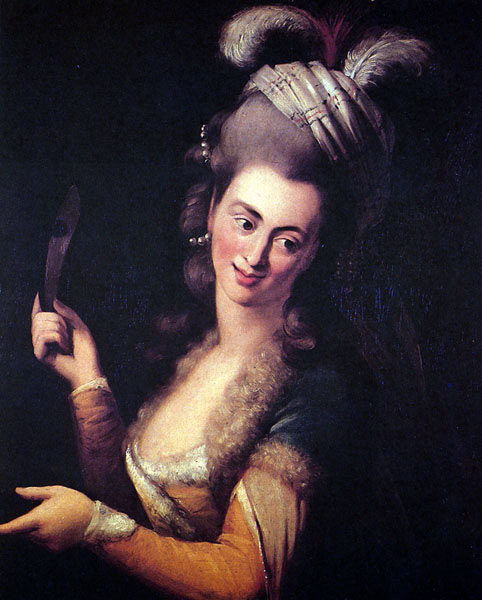
Aloysia Weber

- 19 janvier : Georg Abraham Schneider, corniste, compositeur et maître de chapelle prussien (° 19 avril 1770).
- 16 février : Ludwig Berger, compositeur et pianiste allemand (° 8 avril 1777).
- 1er mars : Luigi Romanelli, librettiste italien (° 21 juillet 1751).
- 4 mars : Ignaz Ladurner, pianiste, compositeur et pédagogue autrichien naturalisé français (° 1er août 1766).
- 7 mars : Adolphe Nourrit, ténor français (° 3 mars 1802).
- 13 mars : Wenzel Robert von Gallenberg, compositeur autrichien (° 28 décembre 1783).
- 28 mars : Giuseppe Siboni, ténor italien (° 27 janvier 1780).
- 6 avril : Henri Brod, hautboïste, compositeur et facteur de hautbois (° 13 juin 1799).
- 3 mai : Ferdinando Paër, compositeur italien (° 1er juillet 1771).
- 3 juin : Martin Pierre d'Alvimare, harpiste et compositeur français (° 18 septembre 1772).
- 8 juin : Aloysia Weber, soprano autrichienne (° vers 1760).
- 11 juin : Regina Strinasacchi, violoniste et guitariste italienne (° 1761).
- 29 juin : Hamparsum Limonciyan, compositeur arménien (° 1768).
- 10 juillet : Fernando Sor, guitariste et compositeur espagnol (° 13 février 1778).
- 23 août : Charles Philippe Lafont, violoniste et compositeur français (° 1er décembre 1781).
- 14 septembre : Giuseppe Mosca, compositeur italien (° 1772).
- 7 décembre : Jan August Vitásek, compositeur, pianiste, professeur de musique et maître de chapelle de Bohême († 20 février 1770).
- 18 décembre : Charles-Henri Plantade, compositeur et claveciniste français (° 19 octobre 1764).